# La Chispa
La Chispa es una pequeña localidad del departamento General López, en la provincia de Santa Fe, Argentina. Se encuentra a 165 km de la ciudad de Rosario y a 16 km de la localidad de Murphy, a través de la que se accede desde la RN 33.

## Historia
El origen del pueblo data del 22 de enero de 1911, fecha en la que se crea el servicio del Ferrocarril Central Argentino del tramo Carmen-Guatimozín y la estación del mismo que se denomina «La Chispa».
Una vez creada la estación se comenzaron a abrir los primeros almacenes de campaña.
En 1927 la pequeña colonia pasó a ser un pueblo sin límites de jurisdicción y dependiente de la Comuna de Carmen.

## Población
Cuenta con 434 habitantes (Indec, 2010), lo que representa un descenso frente a los 497 habitantes (Indec, 2001) del censo anterior.
| Gráfica de evolución demográfica de La Chispa entre 1991 y 2010 |
|                                                                 |
| Fuente: Censos nacionales del INDEC                             |

## Toponimia
El nombre de la estación de ferrocarril que originó el pueblo proviene de un establecimiento rural que existía próximo a ésta llamado La Chispa Vieja.

## Creación de la comuna
La Comisión de Fomento de La Chispa se crea el 6 de marzo de 1936 por Decreto N.º 37 del por entonces gobernador Joaquín Argonz.

## Santo patrono
- San Juan Evangelista. Festividad: 27 de diciembre.

## Instituciones
- Escuela fiscal N.º 676 Carlos Federico Brandsen
- Club Sportivo La Chispa
- Escuela de enseñanza media N.º 552